# Акимян, Альберт Макарович
Альберт Макарович Акимян (24 января 1954 — 7 декабря 1988, Ленинакан) — советский футболист, нападающий.
Бо́льшую часть карьеры провёл в команде второй лиги «Ширак» Ленинакан — в 1974—1976, 1978—1983 годах забил в матчах первенства 105 голов. 23 июня 1976 года в игре против «Прогресса» Кировабад (9:2) забил шесть мячей.
1977 год провёл в ереванском «Арарате», в играх за дубль забил 13 голов. 31 мая дебютировал в высшей лиге — в матче против «Кайрата» вышел на 71-й минуте. Ещё четыре неполных матча отыграл в июле.
С 1984 года — тренер в «Шираке».
Погиб 7 декабря 1988 года во время Спитакского землетрясения.